# María Luisa Oliveros Rives
M.ª Luisa Jesús del Socorro y de los Mártires Oliveros Rives (Zaragoza, 1912-Lucena, Córdoba, 23 de noviembre de 2003) fue una arqueóloga y conservadora de museos española, perteneciente a la primera generación de arqueólogas españolas.

## Trayectoria
Cursó el Bachillerato elemental en el instituto público Cardenal Cisneros de Madrid. Estudió en la Facultad de Filosofía y Letras de la Universidad Central de Madrid, y como alumna participó en el Crucero Universitario por el Mediterráneo de 1933, viaje que le hizo decidir dedicar su vida profesional a la arqueología. Fue admitida como socia numeraria de la Sociedad Española de Antropología en 1933. Se licenció en la especialidad de Historia Medieval en 1936.Al comenzar la guerra civil española trabajó en el Registro de la Propiedad Intelectual.
En su primer destino estuvo trabajando en el Museo de América, para poco tiempo después asumir la dirección del Museo Arqueológico Provincial de Toledo en 1946.
En 1944, aprobó las oposiciones al Cuerpo Facultativo de Archiveros, Bibliotecarios y Arqueólogos de España y empezó a trabajar en el Museo Arqueológico Nacional de Madrid (M.A.N) en la catalogación de la sección de Numismática y Epigrafía y en la colección de Prehistoria de los hermanos Siret, dibujando la cerámica conservada e iniciando la catalogación de la biblioteca. Además, organizó y clasificó las medallas civiles y colaboró en la reorganización del museo.Allí escribió la tesis "Presencia de España en la colección de Medallas del Museo Naval y del Museo Arqueológico Nacional  También desempeñó labores como profesora correctora en el Centro Nacional de Enseñanza Media de Radio y Televisión de Madrid.
En 1969, dejó su puesto en el MAN para empezar a trabajar como conservadora en el Museo de América llegando a la subdirección en 1980, dos años antes de su jubilación.profesora correctora en el Centro Nacional de Enseñanza Media de Radio y Televisión de Madrid. Contrajo matrimonio en 1961con Rafael Ybarra Méndez, una vez consolidada su posición académica. Falleció en Lucena, Córdoba, a los 91 años de edad.

## Reconocimientos
En el MAN realizó la catalogación de la sección de Numismática y Epigrafía. Trabajó en la colección de Prehistoria de los hermanos Siret, dibujando la cerámica conservada. Además, organizó y clasificó las medallas civiles y colaboró en la reorganización del museo.
La figura de María Luisa Oliveros Rives es un referente en la arqueología nacional, considerada como una de las arqueólogas pioneras en España.A lo largo de su trayectoria profesional llegó a ser Directora del Museo Arqueológico Provincial de Toledo y Subdirectora del Museo de América.